# Liste des députés de la préfecture de Kagoshima
Cette page liste les membres de la Chambre des représentants du Japon élus dans les circonscriptions de la préfecture de Kagoshima.

## 41elégislature(1996-2000)
| Circonscription |  | Député                 | Parti politique |
| --------------- |  | ---------------------- | --------------- |
| 1re             |  | Okiharu Yasuoka        | PLD             |
| 2e              |  | Shūkō Sonoda (ja)      | PLD             |
| 3e              |  | Tadahiro Matsushita    | PLD             |
| 4e              |  | Sadatoshi Ozato (ja)   | PLD             |
| 5e              |  | Sadanori Yamanaka (ja) | PLD             |

## 42elégislature(2000-2003)
| Circonscription |  | Député                 | Parti politique |
| --------------- |  | ---------------------- | --------------- |
| 1re             |  | Okiharu Yasuoka        | PLD             |
| 2e              |  | Torao Tokuda           | LL (ja)         |
| 3e              |  | Kazuaki Miyaji (ja)    | PLD             |
| 4e              |  | Sadatoshi Ozato (ja)   | PLD             |
| 5e              |  | Sadanori Yamanaka (ja) | PLD             |

## 43elégislature(2003-2005)
| Circonscription |  | Député                 | Parti politique |             |
| --------------- |  | ---------------------- | --------------- | ----------- |
| 1re             |  | Okiharu Yasuoka        | PLD             |             |
| 2e              |  | Torao Tokuda           | LL (ja)         |             |
| 3e              |  | Kazuaki Miyaji (ja)    | PLD             |             |
| 4e              |  | Sadatoshi Ozato (ja)   | PLD             |             |
| 5e              |  | Sadanori Yamanaka (ja) | PLD             | 2003 – 2004 |
| 5e              |  | Hiroshi Moriyama       | PLD             | 2004 – 2005 |

## 44elégislature(2005-2009)
| Circonscription |  | Député              | Parti politique |
| --------------- |  | ------------------- | --------------- |
| 1re             |  | Okiharu Yasuoka     | PLD             |
| 2e              |  | Takeshi Tokuda (ja) | SE              |
| 3e              |  | Kazuaki Miyaji (ja) | PLD             |
| 4e              |  | Yasuhiro Ozato (ja) | PLD             |
| 5e              |  | Hiroshi Moriyama    | SE              |

## 45elégislature(2009-2012)
| Circonscription |  | Député                | Parti politique |             |
| --------------- |  | --------------------- | --------------- | ----------- |
| 1re             |  | Hiroshi Kawauchi (ja) | PDJ             |             |
| 2e              |  | Takeshi Tokuda (ja)   | PLD             |             |
| 3e              |  | Tadahiro Matsushita   | NPP             | 2009 – 2012 |
| 3e              |  | Kazuaki Miyaji (ja)   | PLD             | 2012 – 2012 |
| 4e              |  | Yasuhiro Ozato (ja)   | PLD             |             |
| 5e              |  | Hiroshi Moriyama      | PLD             |             |

## 46elégislature(2012-2014)
| Circonscription |  | Député              | Parti politique |             |
| --------------- |  | ------------------- | --------------- | ----------- |
| 1re             |  | Okiharu Yasuoka     | PLD             |             |
| 2e              |  | Takeshi Tokuda (ja) | PLD             | 2012 – 2014 |
| 2e              |  | Masuo Kaneko (ja)   | PLD             | 2014 – 2014 |
| 3e              |  | Takeshi Noma (ja)   | NPP             |             |
| 4e              |  | Yasuhiro Ozato (ja) | PLD             |             |
| 5e              |  | Hiroshi Moriyama    | PLD             |             |

## 47elégislature(2014-2017)
| Circonscription |  | Député              | Parti politique |
| --------------- |  | ------------------- | --------------- |
| 1re             |  | Okiharu Yasuoka     | PLD             |
| 2e              |  | Masuo Kaneko (ja)   | PLD             |
| 3e              |  | Takeshi Noma (ja)   | SE              |
| 4e              |  | Yasuhiro Ozato (ja) | PLD             |
| 5e              |  | Hiroshi Moriyama    | PLD             |

## 48elégislature(2017-2021)
| Circonscription |  | Député                | Parti politique |
| --------------- |  | --------------------- | --------------- |
| 1re             |  | Hiroshi Kawauchi (ja) | PDC             |
| 2e              |  | Masuo Kaneko (ja)     | PLD             |
| 3e              |  | Yasuhiro Ozato (ja)   | PLD             |
| 4e              |  | Hiroshi Moriyama      | PLD             |

## 49elégislature(2021-)
| Circonscription |  | Député             | Parti politique |
| --------------- |  | ------------------ | --------------- |
| 1re             |  | Takuma Miyaji (ja) | PLD             |
| 2e              |  | Satoshi Mitazono   | SE              |
| 3e              |  | Takeshi Noma (ja)  | PDC             |
| 4e              |  | Hiroshi Moriyama   | PLD             |